# Ashley Benson
Ashley Victoria Benson (Anaheim Hills, Kalifornija, SAD, 18. prosinca 1989.) američka je filmska i televizijska glumica i model. Najpoznatija je po ulozi Hanne Marin u seriji Slatke male lažljivice.

## Životopis
Benson je rođena i odrasla u Anaheim Hills, Kalifornija, SAD, 18. prosinca 1989. Njezini roditelji su Shannon i Jeffu Benson. Ima stariju sestru Shaylene Benson (1988).

## Karijera
Ashley Benson se počela natjecati u plesnu u dobi od 3 godine, proučavajući balet, jazz, tap i hip hop. Počela je pjevati u zborovima i mjuziklima u mladoj dobi, izvodeći solo u svojoj crkvi u dobi od 4 godine. Kada je imala osam godina, potpisala je s Fordom Modelima i pojavila se u brojnim tiskanim oglasima. 
Benson je tri godine glumija u sapunici Days of Our Lifes .
Podsjetila je na rad na filmskom setu umjesto na sapunici koja je "definitivno čudna" jer će provesti dane na jednoj ili dvije scene, a na Days of Our Lives postavila je dvije ili tri epizode dnevno. Da bi to donijelo: U njemu je trebalo stjecati, morala je pohađati vježbu cheerleadinga, što je bilo "teško za nju, jer se boji visina".  Ipak, bilo je "drago" učiniti svoje vlastite zapreke, iako "nije očekivala da bude tako teško". 
Godine 2008. nastupila je u životnom filmu Fab Five: The Texas Cheerleader Scandal, gdje je odsvirala glavnu navijačicu Brooke Tippit, lik koji je labavo inspiriran Karrisom Theretom Fab Five. Film se temelji na istinskoj priči koja se održala u McKinney North High School u Teksasu. Ona je postala dobri prijatelji s majkom majmuna Tatum O'Neal, od koje je naučila glumiti. [6] Nadalje, bila je uzbuđena što je osvojila prateću ulogu u Bartu Got a Room, koja je emitirana uglavnom na filmskim festivalima 2008. godine prije nego što je 2009. bila ograničena, jer joj je dopuštala suradnju s Williamom H. Macyem. Također je igrala vješticu prerušenu u navijačicu u epizodi serije CW serije Supernatural .
U 2009, Benson je glumila u ABC 's kratkotrajan nadnaravni komedija televizijske serije Eastwick. Priredba se temeljila na romanu John Updike, The Witches of Eastwick, i 1987. filmske adaptacije istog imena. Serija je trajala samo 13 epizoda prije nego što je ABC otkazao seriju zbog niskih ocjena, no od tada je stekao kultnu praksu .
U prosincu 2009. godine, Benson je ulogu Hanne Marin u ABC Family misterij-triler teen seriji Pretty Little Liars, na temelju nove serije po Sara Shepard. Hanna je "diva" i " ona djevojka " grupe, nakon što je Alison DiLaurentis mjesto kao najpopularnija djevojka na Rosewood High u Alisonu odsutnosti. Serija je premijerno predstavljena na 2,47 milijuna gledatelja, pri čemu su kritičari pohvalili Bensonovu izvedbu. Također je dobila brojne nagrade i priznanja. Benson je ponovio ulogu u spin-off seriji Ravenswood i napravio redateljski debi nadolazeće epizode u seriji nastavkaPrilično mali lažljivci: perfekcionisti .
U 2010, Benson glumio u televizijskom filmu Božić Cupid uz Christina Milian i Chad Michael Murray, koji je emitiran na ABC Family.  U siječnju 2012. Benson je bacio u film Spring Breakers, nakon što je Emma Roberts napustila zbog kreativnih razloga. Film središta na četiri studentice koje su uhićene i jamčevinu od strane diler i naoružanja, koji ih šalje napraviti neki prljavi posao na proljetne praznike. Film je zajedno glumio Selenu Gomez, Vanessa Hudgens i James Franco, Snimanje se održalo u ožujku i travnju 2012., a film je objavljen u ožujku 2013. 
Nastupala je u glazbenim spotovima za NLT 'That Girl', One Call 's' Black Light 'i Hot Chelle Rae ' ' Honestly ' '. U 21. siječnja 2013., epizoda CBS-ovog sitcoma Kako sam upoznala tvoju majku, Benson se pojavila kao Carly Whittaker, polusestra Barneyja Stinsona koja je datirala Ted Mosby. Istog mjeseca, Benson je postao lice dizajnerice večere Faviana.
Glumila je u neovisnom trileru trileru Ratteru iz 2015. godine, svirajući Emmu Taylor, djevojku koja je prolazila kroz njezine tehnološke uređaje. Iste godine, također se pojavila u Pikselima kao Lady Lisa, likovnog lika koji je oživio. Godine 2016. Benson se pojavio u biografskoj komediji-drama Elvis & Nixon kao Margaret.

## Filmografija

### Film
| Year  | Title                             | Role           | Notes          |
| ----- | --------------------------------- | -------------- | -------------- |
| 2004. | Od klinke do komada               | Popularna cura | Sporedna uloga |
| 2005. | Neighbors                         | Mindy          | Kratki film    |
| 2007. | Punom snagom, cure: Do pobjede    | Carson         | Glavna uloga   |
| 2008. | Bart Got a Room                   | Alice          |                |
| 2012. | Spring Breakers: Proljetno ludilo | Brit           | Glavna uloga   |
| 2015. | Ratter                            | Emma Taylor    |                |
| 2015. | Pikseli                           | Lady Lisa      |                |
| 2016. | Elvis & Nixon                     | Margaret       |                |
| 2016. | Chronically Metropolitan          | Jessie         |                |
| 2018. | Her Smell                         | Roxie Rotten   |                |

### Televizija
| Year          | Title                       | Role             | Notes                                               |
| ------------- | --------------------------- | ---------------- | --------------------------------------------------- |
| 2002.         | The District                | Melissa Howell   | Epzoda: "Explicit Activities"                       |
| 2002.         | Zapadno krilo               | Djevojka         | Epizoda: "Game On"                                  |
| 2002.         | Nikki                       | Plesačica        | Epizoda "Working Girl" (unaired)                    |
| 2004.         | Strong Medicine             | April            | Epizoda: "Cape Cancer"                              |
| 2004. – 2007. | Naši najbolji dani          | Abigail Deveraux | Vrijeme uloge: Studeni 12, 2004. – Svibanj 2, 2007. |
| 2005.         | U sedmom nebu               | Margot           | 2 epizode                                           |
| 2005.         | Zoey 101                    | Candice          | Epizoda: "Quinn's Date"                             |
| 2006.         | O.C.                        | Riley            | Epizoda: "The Summer Bummer"                        |
| 2008.         | Petorka iz snova            | Brooke Tippit    | Televizijski film                                   |
| 2008.         | CSI: Miami                  | Amy Beck         | Epizoda "Bombshell"                                 |
| 2008.         | Lovci na natprirodno        | Tracy Davis      | Epizoda: "It's the Great Pumpkin, Sam Winchester"   |
| 2009. – 2010. | Vještice iz Eastwicka       | Mia Torcoletti   | Glavna uloga                                        |
| 2010. – 2017. | Slatke male lažljivice      | Hanna Marin      | Glavna uloga                                        |
| 2010.         | Duh Božića                  | Caitlin Quinn    | Televizijski film                                   |
| 2012.         | Punk'd                      | Ona              | Epizoda: "Heather Morris"                           |
| 2013.         | Kako sam upoznao vašu majku | Carly Whittaker  | Epizoda: "Ring Up!"                                 |
| 2013. – 2014. | Ravenswood                  | Hanna Marin      | 2 epizode                                           |
| 2014.         | Family Guy                  | Dakota (voice)   | Epizoda: "Brian's a Bad Father"                     |
| 2015.         | Barely Famous               | Herself          | Epizoda: "Bananas Foster"                           |